# Authari Lapp
Authari Georg Lapp (* 29. August 1938 in Franzfeld im Banat) ist ein deutscher Brigadegeneral außer Dienst des Heeres der Bundeswehr und war zuletzt von 1991 bis 1998 Abteilungsleiter VI des Bundesnachrichtendienstes (BND) in Pullach im Isartal.

## Leben
Beförderungen
- 1965 Hauptmann
- 1978 Major
- 1971 Oberstleutnant
- 1982 Oberst
- 1991 Brigadegeneral

Lapp wurde 1938 in Franzfeld im Banat (heute Kačarevo in Serbien) geboren. Von 1957 bis 1964 studierte er Elektrotechnik an der Technischen Universität Berlin und wurde am 12. November 1964 Diplom-Ingenieur. Am 25. Januar 1965 trat er beim Fernmeldebataillon 4 in Regensburg in die Bundeswehr ein und durchlief dort die erste Ausbildung. Vom April 1966 bis März 1967 besuchte er die Heeresoffizierschule II in Hamburg und war anschließend bis April 1970 im Spezialstab ATV (Auswertung, Truppenversuch und Vorschriften) an der Fernmeldeschule des Heeres in Feldafing. Danach wurde er Kompaniechef im Fernmeldebataillon 210 in Dillingen an der Donau.
Von 1971 bis 1973 absolvierte Lapp den 14. Generalstabslehrgang Heer an der Führungsakademie der Bundeswehr in Hamburg, wo er zum Offizier im Generalstabsdienst ausgebildet wurde. Anschließend wurde er G4 (Logistik) im Stab der Panzerbrigade 12 in Amberg und danach von 1975 bis 1979 Referent im Führungsstab des Heeres, Stabsabteilung VII, Referat 1, im Bundesministerium der Verteidigung auf der Hardthöhe in Bonn. Von August 1979 bis März 1980 besuchte er das Joint Forces Staff College der Streitkräfte der Vereinigten Staaten in Norfolk in Virginia, bevor er in der Abteilung I, Gruppe 4 im Heeresamt in der Konrad-Adenauer-Kaserne in Köln für HEROS (Heeresinformationssystems für eine Rechnergestützte Operationsführung in den Stäben) und Grundsatz zuständig wurde.
Im Mai 1981 wechselte Lapp als Soldat von der Bundeswehr zum BND (legendiert zum Amt für Militärkunde). Dort war er zunächst Gruppenleiter und später Chef des Stabes. Im Oktober 1991 wurde er Abteilungsleiter VI (Technische Unterstützung) des BND und zum Brigadegeneral ernannt. Mit Ablauf des September 1998 erfolgte die Versetzung in den Ruhestand.
Lapp ist verheiratet und wohnt in Falkensee bei Berlin.

## Auszeichnungen
- Ehrenkreuz der Bundeswehr in Gold

## Veröffentlichungen
- Authari Lapp: Bismarck und Europa. In: Akademische Blätter.